# Ogilvie Szent János
Ogilvie Szent János (angolul: John Ogilvie), (Drum-na-Keith, 1579 körül – Glasgow, 1615. március 10.) szentté avatott skót származású jezsuita szerzetes, vértanú.

## Élete
John Ogilvie híres skót klán leszármazottjaként született a mai Keith területén található Drum-na-Keithben. VIII. Henrik angol király nevéhez köthető hitszakadás miatt rokonságában katolikusok, illetve protestánsok is voltak találhatóak. John protestánsként nőtt fel, s tizenhárom évesen apja Franciaországba küldte tanulni, ahol kétségei származtak a protestáns hit irányában, s 17 évesen katolizált.
Ezek után a regensburgi a skót bencéseknél tanult, majd az olmützi jezsuita kollégiumban folytatta tanulmányait. Húszévesen kérte felvételét a jezsuita rendbe, ahol felvétele után a brnói novíciátusba került. 1602-1606-ban Grazban tanult, és megismerhette Pázmány Pétert, aki tanára volt, majd később Olmützben és Bécsben folytatta tanulmányait. 1610-ben szentelték pappá Párizsban, ahol megismert két olyan szerzetest, akik éveket töltöttek a protestáns Anglia börtöneiben, mivel nem voltak hajlandóak áttérni a protestáns hitre.
Ekkor támadt benne az a vágy, hogy Skóciába menjen téríteni. Bár az elöljárói hosszas időn át ellenezték, hogy megvalósuljanak tervei, de két és fél év után John Watson álnéven visszatérhetett Skóciába. Az álnévre, illetve az inkognitóra (hol lókereskedőnek adta ki magát, hol pedig hazatért katonának) azért volt szükség, mert az Egyesült Királyságba beutazás papok számára szigorúan tilos.

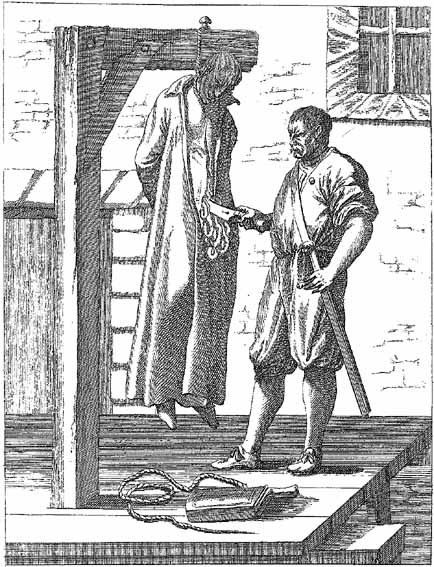
Ogilvie Szent János kivégzése

Az első hónapokban alig ért el eredményt, mivel a katolikus hit, illetve a papok befogadása felségárulásnak számított. Végül Edinburghben fogadta be egy ügyvéd, akinek fia mellett tanítóskodott, valamint titokban egyházi szertartásokat végzett. Egy napon jelentkezett nála öt ember, és kijelentették, hogy katolikus hitre akarnak térni. Egyikük azonban áruló volt, s Johnt hamarosan letartóztatták. 
Hosszas kínzások után felségárulás miatt halálra ítélték. Ügyét úgy igyekeztek feltüntetni, mintha elítéltetése pusztán politikai, nem pedig vallási okok következménye lenne.
1615. március 10-én nyilvánosan Glasgowban felakasztották és kizsigerelték. Utolsó szavai az alábbiak voltak: "Ha vannak itt rejtve katolikusok, kérem imáikat, viszont az eretnekek imáit nem tűröm." A kivégzésen jelenlevő nép azonban megátkozta a hóhért, Johnt pedig vértanúnak nevezte.
1929. december 22-én XI. Piusz pápa boldoggá, 1976. október 17-én VI. Pál pápa szentté avatta. Ő az egyetlen olyan szent, akit a reformáció után élt Skóciában.